# Cortinarius ursus
Cortinarius ursus är en svampart som beskrevs av Soop 2001. Cortinarius ursus ingår i släktet Cortinarius och familjen spindlingar.   Inga underarter finns listade i Catalogue of Life.